# آزينات
الآزينات هي صنف من المركبات العضوية سداسية الحلقة غير المتجانسة وغير المشبعة، والتي تحوي في بنيتها ذرة واحدة أو ذرّات النتروجين، والتي تحل عوضاً عن ذرات الكربون في البنية الحلقية للبنزين.

## الأصناف
يمكن تصنيف الأزينات الحلقية إلى عدة أصناف فرعية بحسب عدد ذرّات النتروجين في البنية الحلقية:
- المركبات الحلقية السداسية غير المشبعة الحاوية على ذرة واحدة من النتروجين: بيريدينات
- المركبات الحلقية السداسية غير المشبعة الحاوية على ذرتين من النتروجين: ديازينات
- المركبات الحلقية السداسية غير المشبعة الحاوية على ثلاث ذرّات من النتروجين: تريازينات
- المركبات الحلقية السداسية غير المشبعة الحاوية على أربع ذرّات من النتروجين: تترازينات

| مركبات الآزينات | مركبات الآزينات | مركبات الآزينات      | مركبات الآزينات      | مركبات الآزينات    | مركبات الآزينات                                         | مركبات الآزينات                                               |
| --------------- | --------------- | -------------------- | -------------------- | ------------------ | ------------------------------------------------------- | ------------------------------------------------------------- |
| الاسم           | 1-آزين بيريدين  | 2,1-ديازين بيريدازين | 3,1-ديازين بيريميدين | 4,1-ديازين بيرازين | 5,3,1-تريازين ؛ 4,2,1-تريازين ؛ 3,2,1-تريازين تريازينات | 5,3,2,1-تترازين ؛ 5,4,2,1-تترازين ؛ 4,3,2,1-تترازين تترازينات |
| البنية          |                 |                      |                      |                    |                                                         |                                                               |

عند وجود خمس ذرّات نتروجين في الحلقة يتم الحديث عن مركب بنتازين، وهو مركب افتراضي، كما هو الحال في مركب هكسازين، والذي يحوي افتراضياً على ست ذرات في هيكل حلقة البنزين السداسية. تعد هذه المركبات غير مستقرة وذلك بسبب الأزواج الإلكترونية غير الرابطة على ذرات النتروجين المتجاورة، والتي يؤدي التنافر بينها إلى تشكيل روابط مضادة للترابط.

بنتازين
هكسازين

في حال وجود ذرة أو أكثر من الكبريت بالإضافة إلى النتروجين تدعى المركبات باسم ثيازينات؛ أما في حال وجود ذرة أو أكثر من الأكسجين بالإضافة إلى النتروجين تدعى المركبات باسم أكسازينات.

## اقرأ أيضاً
- آزولات